# Trüffelöl

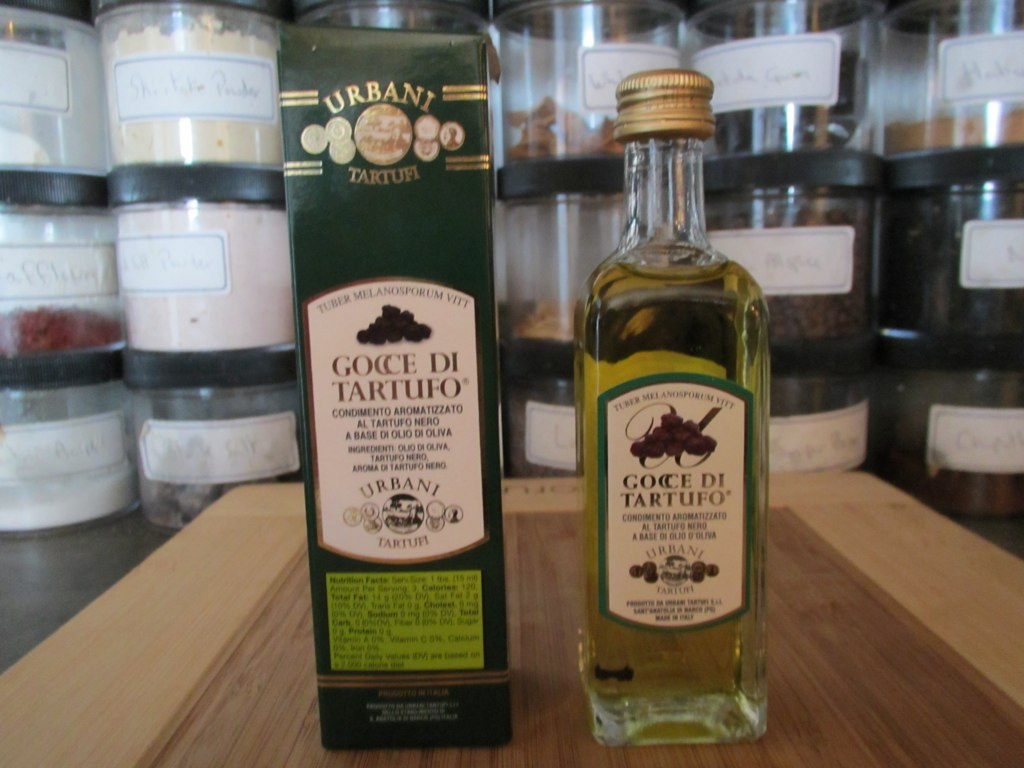
Trüffelöl

Trüffelöl ist ein Würzöl aus Pflanzenöl, das mit Trüffeln oder Trüffelaroma aromatisiert wurde. Es dient tropfenweise zum Würzen verschiedenster Gerichte.
Zur traditionellen Herstellung wird Pflanzenöl von neutralem Geschmack oder mildes Olivenöl mit einer geschnittenen Périgord- oder Albatrüffel in einer Flasche angesetzt und verschlossen einige Tage hell und zimmerwarm gelagert, anschließend kühl und dunkel. Statt ganzer Trüffeln können so auch Schalen und sonstige Reste verwertet werden.
Industriell hergestelltes Trüffelöl muss keine Trüffeln enthalten bzw. kann mit minderwertigen, geschmacksarmen Arten hergestellt sein. Seinen Geschmack erhält es dann vor allem durch zugesetzte naturidentische Aromastoffe wie das auch in Trüffeln vorkommende Bis(methylthio)methan, das industriell aus Flüssiggas gewonnen wird. Im Jahr 2000 hat der Aromahersteller Dragoco (jetzt Symrise AG) ein Patent auf ein Aroma für weiße Trüffeln auf der Basis von 2,4,6-Trithiaheptan angemeldet. Ebenfalls Verwendung finden 2-Methyl-1-butanol und 2-Methylbutyraldehyd. Diese Aromastoffe werden nicht aus Trüffeln hergestellt und enthalten auch nur eine oder wenige der zahlreichen Substanzen, die bei Trüffeln für den typischen Geschmack verantwortlich sind. Solche Öle sind anhand der Zutatenliste durch die Erwähnung von „Aroma“, „naturidentisches Aroma“, „Trüffelaroma“ o. Ä. zu erkennen.